# Уолкотт, Клайд
Клайд Леопольд Уолкотт (англ. Clyde Leopold Walcott ; 17 января 1926 года — 26 августа 2006 года) — игрок в крикет из Вест-Индии. Уолкот являлся одним из «трёх W» вместе с Эвертоном Уиксом (англ. Everton Weekes) и Фрэнком Уорреллом (англ. Frank Worrell), выдающимися крикетистами с Барбадоса, родившимися в 1924–1926 годах в Бриджтауне. В 1948 году все они дебютировали в Тестовом чемпионате мира, выступив против команды Англии. В середине 1950-х годов Уолкотт считался лучшим игроком мира. По окончании спортивной карьеры Уолкотт занимал административные должности в крикете и стал первым цветным неангличанином, возглавившим Международный совет крикета.

## Ранние годы
Клайд Уолкотт родился в Бриджтауне на Барбадосе, в приходе Сент-Майкл. Его отец был инженером в типографии, выпускавшей газету Barbados Advocate. Начальное образование получил в школе Комбермер, в 14 лет поступил в колледж Харрисона. В колледже начал играть в крикет на позиции уикет-кипера, а также пробовал себя в качестве боулера.

## Спортивная карьера
Первый матч по крикету первого уровня Клайд Уолкотт провёл в 1942 году за команду Барбадоса будучи шестнадцатилетним школьником. Первого заметного успеха добился в феврале 1946 года, набрав 314 очков в матче против Тринидада, совместно с Фрэнком Уореллом установив рекорд Вест-Индии в 574 очка.
Первый матч в рамках Тестового чемпионата мира сыграл в январе 1948 году в Бриджтауне против команды Англии. В 1950 году с рекордным  показателем 168 во втором иннинге помог своей команде завоевать первую победу в Тестовом чемпионате, а также и победу в серии. В 1955 году в серии против Австралии делал сенчури во всех иннингах двух матчей, в результате став первым бэтсменом, набравшим пять сенчури в одной серии матчей чемпионата, суммарно заработав 827 ранов в 10 иннингах.
С 1951 по 1954 годы играл за Enfield в Лиге Ланкашира, в 1954 году перебрался в Джорджтаун в Британской Гвиане, чтобы тренировать команду Ассоциации производителей сахара. В Британской Гвиане он продолжал играть в матчах первого уровня, и в 1956 году был капитаном национальной команды.
В 1958 году стал обладателем титула «Игрок года» от ежегодника Wisden Cricketers' Almanack.

## Окончание карьеры
Клайд Уолкотт прекратил выступления в Тестовом чемпионате в 1960 году. Окончание карьеры произошло сравнительно рано и вызвало слухи, что Уолкотт разочаровался в принципах назначения капитанов в вест-индийском крикете. Однако он сам утверждал, что причиной послужили разногласия в оплате. Окончательно карьеру крикетиста первого уровня он оставил в 1964 году.
В 1966 году Уилкотт был награждён Орденом Британской Империи за вклад в крикет Барбадоса, Гайаны и Вест-Индии.

## После окончания карьеры
Отказавшись от спортивной карьеры, Уилкотт остался в крикете в качестве администратора, управляя и тренируя различные команды, а позднее став спортивным комментатором на Барбадосе. С 1968 по 1970 годы он возглавлял Гайанский контрольный совет по крикету.
В 1970 году возвратился на Барбадос, где занял пост вице-президента Барбадосской ассоциации крикета. С 1973 по 1988 год председательствовал в комитете, определявшем представителей Вест-Индии на международных соревнованиях. Он был руководителем вест-индийских команд, завоевавших Кубок мира в 1975, 1979 и 1987 годах. С 1988 по 1993 годы занимал пост президента Совета Вест-Индии по крикету.
Окончание своей карьеры Уилкотт встретил в качестве председателя Международный совет крикета. Он ушёл в отставку с этой должности в 2000 году.

## Личная жизнь
В 1961 году женился на Мюриэл Эшби. В браке родились сыновья-близнецы.
Брат, Кейт Уолкотт, и сын, Майкл Уолкотт, также являются игроками в крикет в команде Барбадоса.